# Ecnomiohyla miliaria
Ecnomiohyla miliaria е вид земноводно от семейство Дървесници (Hylidae). Видът е световно застрашен, със статут Уязвим.

## Разпространение
Разпространен е в Коста Рика, Никарагуа, Панама и Хондурас.